# Empodium namaquensis
Empodium namaquensis är en enhjärtbladig växtart som först beskrevs av John Gilbert Baker, och fick sitt nu gällande namn av M.F.Thomps. Empodium namaquensis ingår i släktet Empodium och familjen Hypoxidaceae. Inga underarter finns listade i Catalogue of Life.